# Парк п'ятдесятиріччя (Брюссель)
Парк п'ятдесятиріччя (фр. Parc du Cinquantenaire, нід. Jubelpark) — парк у Брюсселі, розташований десь за півтора кілометри на схід від парку Варанде (фр. Parc de Bruxelles, нід. Warandepark). Має площу 37 га. У літній час — популярне місце відпочинку брюссельців.

## Історія
1880 року Бельгія святкувала 50-річчя своїє незалежності. З цієї нагоди король Леопольд II вирішив організувати в Брюсселі Всесвітню виставку. На це було вибрано колишнїй військовий полігон поза центром міста. Новий парк з імпозантними спорудами мав продемонструвати світові образ розвинутої й заможньої Бельгії. Під час Другої світової війни використовувався для вирощування овочів.

## Споруди
Найпомітніша споруда — Тріумфальна арка, що ілюструє важливі події з історії Бельгії та править за вхід до парку. Арку планували спорудити до Всесвітньої виставки 1880 року, але завершили багато пізніше, аж у 1905 році. Арку прикрашає квадрига, що символізує провінцію Брабант. Інші бельгійські провінції відображено у виді статуй коло підніжжя арки. Арка заввишки бл. 50 метрів.
Обабіч арки розташовані виставкові павільйони, які замінили павільйони, споруджені до Всесвітньої виставки 1880 року. Сьогодні тут розміщено два музеї: у південному павільйоні — Музей «Світ авто» (Autoworld Museum) з великою колекцією олдтаймерів, у північному — Королівський музей історії армії.